# Kuznetsk
Kuznetsk (ryska Кузне́цк) är en stad i Penza oblast i Ryssland. Folkmängden uppgår till cirka 85 000 invånare.

## Vänorter
- Gyula, Ungern (1970)
- Dimitrovgrad, Ryssland (1972)